# Anna Boch
Anna Rosalie Boch (Saint-Vaast, Hainaut, 10 de febrero de 1848 - Bruselas, 25 de febrero de 1936) fue una pintora belga.

## Biografía
Participa del movimiento puntillista, neoimpresionista. Alumna de Isidore Verheyden, fue influenciada por Théo van Rysselberghe, que encontró en el grupo de Les XX (Los Veinte).

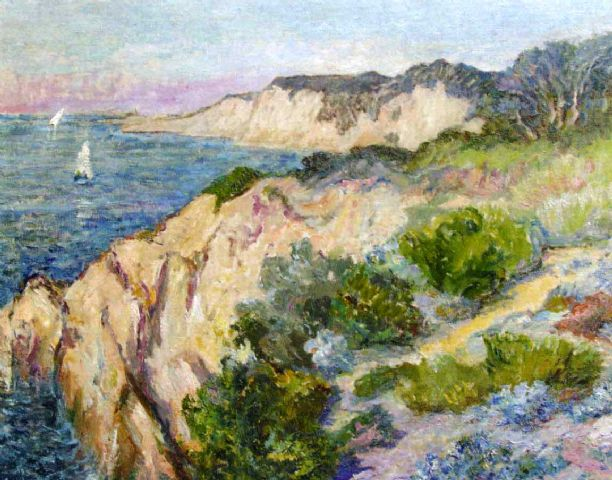
Côte de Bretagne Anna Boch.

Sin contar sus propias obras Anna Boch tenía una de las colecciones de pinturas impresionistas más importantes de su época. Ella promovió a jóvenes artistas como Vincent van Gogh, a quien ella admiraba por su talento. Vincent era amigo de su hermano Eugène Boch, ella le compró el cuadro El viñedo rojo por la suma de 400 francos; pero también van Gogh vendió otras 2 más en toda su vida, Puente de Clichy, y finalmente un Autorretrato.
La colección de Anna Boch fue vendida después de su muerte, y según su deseo, los recursos se emplearon para apoyar el retiro de sus pobres amigos artistas.

## Obras
- Dunes au soleil, 1903
- Durante la consagración